# Championnat d'Europe de saut d'obstacles 1967
Navigation
Édition précédente Édition suivante
Le championnat d'Europe de saut d'obstacles 1967, neuvième édition des championnats d'Europe de saut d'obstacles, a eu lieu en 1967 à Rotterdam, aux Pays-Bas. Il est remporté par le Britannique David Broome.